# Episodi di The Mentalist (settima stagione)
La settima e ultima stagione della serie televisiva The Mentalist, composta da 13 episodi, è stata trasmessa in prima visione assoluta negli Stati Uniti d'America da CBS dal 30 novembre 2014 al 18 febbraio 2015 e in Canada da CTV dal 27 novembre 2014 al 18 febbraio 2015.
In lingua italiana, la stagione è stata trasmessa in prima visione a pagamento in Italia da Premium Crime, canale della piattaforma Mediaset Premium, dall'11 marzo al 3 giugno 2015; in chiaro è andata in onda in Svizzera su RSI LA1 dal 19 agosto al 7 ottobre 2015, mentre in Italia è stata successivamente trasmessa da Rete 4 dal 10 settembre al 15 ottobre 2015.
| nº | Titolo originale         | Titolo italiano                 | Prima TV USA     | Prima TV Italia |
| -- | ------------------------ | ------------------------------- | ---------------- | --------------- |
| 1  | Nothing But Blue Skies   | Solo un cielo stellato          | 30 novembre 2014 | 11 marzo 2015   |
| 2  | The Greybar Hotel        | L'hotel dalle sbarre grigie     | 7 dicembre 2014  | 18 marzo 2015   |
| 3  | Orange Blossom Ice Cream | Gelato ai fiori d'arancio       | 14 dicembre 2014 | 25 marzo 2015   |
| 4  | Black Market             | Mercato nero                    | 21 dicembre 2014 | 1º aprile 2015  |
| 5  | The Silver Briefcase     | La valigetta d'argento          | 28 dicembre 2014 | 8 aprile 2015   |
| 6  | Green Light              | Luce verde                      | 7 gennaio 2015   | 15 aprile 2015  |
| 7  | Little Yellow House      | La casa gialla                  | 14 gennaio 2015  | 22 aprile 2015  |
| 8  | The Whites of His Eyes   | Il bianco dei suoi occhi        | 21 gennaio 2015  | 29 aprile 2015  |
| 9  | Copper Bullet            | Un proiettile rivestito di rame | 28 gennaio 2015  | 6 maggio 2015   |
| 10 | Nothing Gold Can Stay    | Non c'è oro che tenga           | 4 febbraio 2015  | 13 maggio 2015  |
| 11 | Byzantium                | Argilla rossa                   | 11 febbraio 2015 | 20 maggio 2015  |
| 12 | Brown Shag Carpet        | Moquette marrone a pelo lungo   | 18 febbraio 2015 | 27 maggio 2015  |
| 13 | White Orchids            | Orchidee bianche                | 18 febbraio 2015 | 3 giugno 2015   |

## Solo un cielo stellato
- Titolo originale: Nothing But Blue Skies
- Diretto da: Chris Long
- Scritto da: Tom Szentgyorgyi

### Trama
Tutto riprende da due settimane dopo il bacio tra Jane e Lisbon all'aeroporto. Jane e Lisbon cominciano la loro nuova relazione, però nascondono i loro sentimenti agli altri loro colleghi. Patrick e l'FBI indagano sull'omicidio di un agente, trovato morto nei pressi di una pista da bowling, che era sotto copertura in una banda che ruba armi militari all'esercito e le vendono ai trafficanti di droga; inoltre, la giovane e ambiziosa agente Michelle Vega si unisce alla squadra, prendendo il posto dell'agente Kim Fisher.

## L'hotel dalle sbarre grigie
- Titolo originale: The Greybar Hotel
- Diretto da: Bill Eagles
- Scritto da: Jordan Harper

### Trama
Teresa Lisbon andrà sotto copertura in una prigione e cercherà di fare amicizia con una detenuta per convincerla a tradire il suo fidanzato, uomo di spicco di una banda dedita a furti d'auto di lusso.

## Gelato ai fiori d'arancio
- Titolo originale: Orange Blossom Ice Cream
- Diretto da: Chris Long
- Scritto da: Tom Szentgyorgyi

### Trama
Jane e Lisbon si recano a Beirut in Libano su richiesta di Erica Flynn per dare la caccia al suo fidanzato, corriere per le organizzazioni terroristiche. Erica accetta di aiutarli in cambio della possibilità di tornare negli Stati Uniti e del ritiro dell’accusa di omicidio di suo marito. Teresa, però, è gelosa del fatto che Erica si sta avvicinando molto Patrick, ed Erica, capendo le dice che tra lei e Patrick c'è stato qualcosa, allora la sera stessa Teresa chiede a Patrick spiegazione: lui le dice che tra lui e Erica c'è stato solo un bacio ma niente di che. L'episodio finisce con Patrick e Teresa che fanno una cena romantica.
- Guest star: Morena Baccarin (signora Flynn).

## Mercato nero
- Titolo originale: Black Market
- Diretto da: Michael Nankin
- Scritto da: Tom Donaghy

### Trama
La squadra indaga su un omicidio legato a un'operazione di contraffazione di diamanti, ma una malattia costringe Jane a dirigere i suoi colleghi dal divano. Nel frattempo Abbott è preoccupato per le sue trasgressioni commesse in passato, che potrebbero danneggiare la possibilità di far ottenere un lavoro prestigioso a Washington a sua moglie.

## La valigetta d'argento
- Titolo originale: The Silver Briefcase
- Diretto da: Simon Baker
- Scritto da: Jordan Harper

### Trama
Jane incontra un ufficiale e, durante il loro primo incontro, Patrick ha l'impressione che nasconda qualcosa: così, insieme a Lisbon, indaga sul suo passato, trovando una pista che conduce a un vecchio caso già risolto: quello della moglie del militare.

## Luce verde
- Titolo originale: Green Light
- Diretto da: Geary McLeod
- Scritto da: Alex Berger

### Trama
L'agente della DEA Gonzales viene ucciso dopo aver comandato la retata, finita male, in un ristorante in cui si traffica droga. Abbott viene incaricato dell'indagine interna sulla retata e scopre il cadavere di Gonzales. Peterson, l'ex capo di Abbott al comando della DEA di San Antonio che è indagata dall'FBI, cerca di ricattarlo e gli chiede di mantenere il silenzio sulle mosse false commesse dalla sua squadra. Abbott è dunque costretto a prendere una decisione: scegliere tra la propria carriera e la voce della coscienza. Jane scopre che all'interno della DEA c'è una talpa che ha avvertito il proprietario del ristorante prima della retata. Anche l'agente Gonzales sapeva della talpa. Nel frattempo Teresa è impegnata a tenere nascosto il regalo di compleanno di Patrick dopo di che viene arrestato il proprietario del ristorante. Patrick e Teresa festeggiano il suo compleanno e il regalo era la tazza blu preferita di Patrick, che si era rotta quando Abbott ha fatto chiudere il CBI. Lui le dice che non sapeva nulla del regalo e che è sinceramente sorpreso, baciandola.

## La casa gialla
- Titolo originale: Little Yellow House
- Diretto da: Edward Ornelas
- Scritto da: Marisa Wegrzyn

### Trama
Teresa Lisbon avrà che fare con due dei suoi tre fratelli. Perché, oltre a Tommy Lisbon, ci sono altri due fratelli: Jimmy, un giocatore d'azzardo, ricercato dai federali come testimone di un omicidio di un avvocato di alto profilo sul quale l'FBI sta indagando; e Stan, un mite uomo di famiglia. Teresa parte insieme a Patrick per Chicago, così Patrick ha l'occasione di conoscere la famiglia di Teresa, vanno a parlare con Stan e li invita al battesimo del figlio affermando che non ha sentito Jimmy. La coppia trova Jimmy che non vuole confessare ma alla fine dice che ha giocato a poker con la vittima. Teresa viene  a sapere che Stan ha problemi di lavoro e Jimmy lo stava coprendo. Patrick lo aveva capito fin da subito, ma non aveva detto niente a Teresa perché non erano affari suoi. Vengono riuniti gli altri testimoni a giocare a poker per trovare l'assassino con una telecamera. Dopo aver smascherato l'assassino Patrick e Teresa partecipano al battesimo del figlio di Stan. Teresa qui si riconcilia con i fratelli e loro sono felici che lei abbia trovato l'uomo della sua vita. Teresa dice a Patrick per la prima volta che lo ama e lui rimane molto sorpreso.

## Il bianco dei suoi occhi
- Titolo originale: The Whites of His Eyes
- Diretto da: Rod Holcomb
- Scritto da: Erin Donovan

### Trama
Un assassino professionista è assoldato per eliminare due testimoni in grado di incriminare il primogenito di una potente famiglia criminale. La vita della seconda testimone sarà in gioco durante gli spostamenti, prima dell'udienza, all'interno di un albergo. Patrick e Jane dovranno prevedere ogni possibile mossa per proteggere la testimone e non solo lei.

## Un proiettile rivestito di rame
- Titolo originale: Copper Bullet
- Diretto da: Tom Snyder
- Scritto da: Tom Donaghy

### Trama
Quando l'agente Peterson, vecchio capo di Abbott e capo della DEA, scava nelle prove e trova il proiettile rivestito di rame usato da Abbott per uccidere un uomo nella missione contro il cartello della droga messicana a Rio Bravo, mette il suo ex sottoposto in una posizione scomoda e lo ricatta, minacciandone carriera e libertà; Patrick si vede costretto a intervenire con un piano rischioso. Inoltre Jane incontra ancora una volta il suo vecchio amico del circo, Pete Barsocky, con la consorte Samantha. Abbot, appena sua moglie Lena otterrà il posto a Washington, si trasferirà con lei: perciò comunica a Cho che sarà lui a prenderne il posto alla guida della squadra.

## Non c'è oro che tenga
- Titolo originale: Nothing Gold Can Stay
- Diretto da: Paul A. Kaufman
- Scritto da: Alex Berger

### Trama
La squadra dà la caccia a una pericolosa banda di rapinatori in fuga dopo la rapina a un furgone portavalori, i quali durante una sparatoria avvenuta in una tavola calda feriscono l'agente Vega, che di lí a poco muore. Braccati, si rintanano in una casa privata, prendendo degli ostaggi. Jane studia i profili dei rapinatori e mette in atto la strategia del Divide et impera, costringendo due componenti della banda a entrare in conflitto tra di loro. Jane confessa a Lisbon di non sopportare la paura di perderla e le annuncia che andrà via.

## Argilla rossa
- Titolo originale: Byzantium
- Diretto da: Nina Corrado
- Scritto da: Jordan Harper e Marisa Wegrzyn

### Trama
Un giovane che afferma di avere poteri psichici aiuta l'FBI nella risoluzione di un paio di casi d'omicidio. Ma quando con la frase "Ossa bianche avvolte nell'argilla rossa" li conduce a ulteriori vittime, Jane e la squadra cominciano a pensare che in realtà sia un omicida seriale.

## Moquette marrone a pelo lungo
- Titolo originale: Brown Shag Carpet
- Diretto da: Geary McLeod
- Scritto da: Tom Szentgyorgyi

### Trama
Jane, Lisbon e la squadra dell'FBI devono dare la caccia a uno spietato assassino seriale che si fa chiamare Lazzaro, un assassino psicopatico che si nasconde dietro un volto scialbo. Patrick accetta di nuovo di fingere di essere un rinomato sensitivo e di essere utilizzato come esca per attirare l’omicida e arrestarlo.

## Orchidee bianche
- Titolo originale: White Orchids
- Diretto da: Chris Long
- Scritto da: Bruno Heller, Tom Szentgyorgyi e Jordan Harper

### Trama
Teresa Lisbon accetta la proposta di matrimonio a sorpresa di Patrick. Jane, Lisbon e l’intera squadra dell'FBI continuano a dare la caccia all'omicida seriale Lazzaro e finalmente scoprono chi si cela dietro questo volto scialbo; ma questo può costare a Patrick e Teresa il lieto fine per il quale hanno lavorato duramente. Lazzaro scopre dove si terranno le nozze, ma viene catturato dalla squadra del Bureau. Al matrimonio di Patrick e Teresa partecipano anche Van Pelt e Rigsby. Dopo le nozze, Teresa rivela a Patrick di essere incinta.